# جمعیت‌شناسی بی‌خدایی
تعیین کمیت جمعیتی خداناباوران یا بی‌خدایان (آتئیست‌ها)، با دشواری زیادی روبه‌روست. افراد مختلف، بی‌خدایی و واژه‌های مشابه را متفاوت تعبیر می‌کنند و به همین دلیل، تعیین مرزی میان بی‌خدایی، باورهای غیردینی، ادیان خداناباور و باورهای معنوی، دشوار است؛ علاوه بر این، بسیاری از بی‌خدایان برای جلوگیری از مورد تعقیب و تبعیض قرار گرفتن در برخی کشورها خداناباوری‌شان را اعلام نمی‌کنند.
به این دلیل که از جهت تاریخی، برخی حکومت‌ها به تبلیغ شدید خداناباوری پرداخته‌اند و برخی دیگر، آن را به شدت محکوم کرده‌اند، آمار بی‌خدایی می‌تواند در کشورهای مختلف، بیشتر یا کمتر از مقدار واقعی گزارش شده باشد. فضای زیادی برای بحث روی دقت آمار و روش تخمین وجود دارد؛ زیرا امکان گزارش غیرواقعی (عامدانه یا غیرعمدی) این رده افراد، بدون وجود ساختار طبقه‌بندی بالا است. همچنین در بسیاری از آمارگیری‌ها برای شناسایی دین، برخی افراد خود را ندانم‌گرا یا بی‌خدا می‌نامند، که مسئله را مبهم‌تر می‌کند؛ زیرا این واژه‌ها متفاوت تعبیر می‌شوند؛ مثلاً برخی خود را ندانم‌گرای بی‌خدا می‌نامند. علاوه بر این، بسیاری از این آمارها افراد بی‌دین را شمارش می‌کنند، نه تعداد واقعی بی‌خدایان، و این دو را در یک گروه می‌گذارند؛ برای مثال، تحقیقات نشان می‌دهند که باور با سریع‌ترین نرخ رشد در ایالات متحده آمریکا گروه «بدون دین» است؛ ولی دین‌ناباوران، انواع بی‌خدایان، ندانم‌گرایان و دادارباوران را شامل می‌شود.

## مطالعات و آمار

### ویژگی‌های شخصیتی

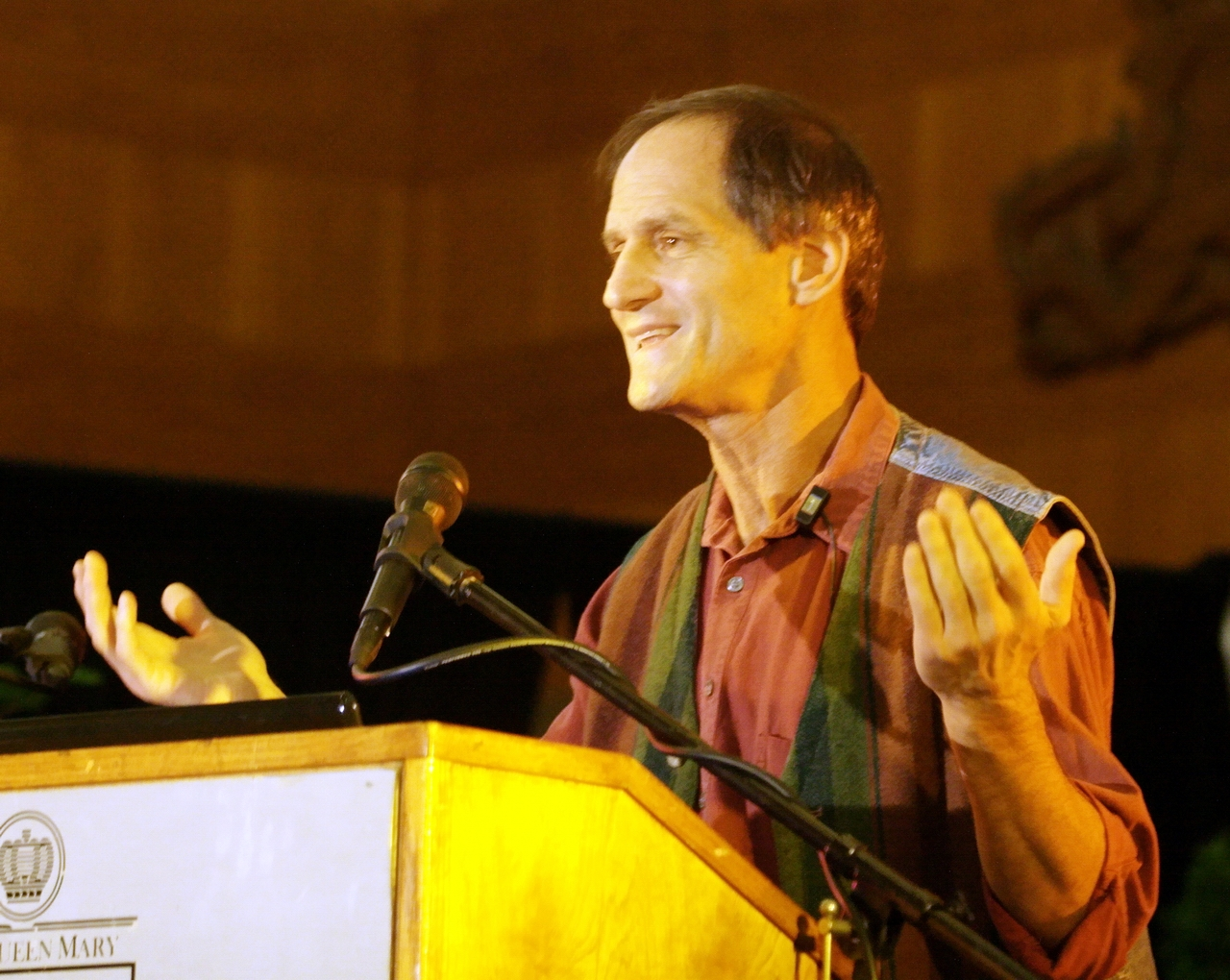
مایکل نیودو در حال سخنرانی در گردهمایی مجمع خداناباوران. اعضای گروه‌های سکولار معمولاً خود را بی‌خدا می‌دانند، اما بیش‌تر از دیگران علاقه دارند که عقاید غیرمشهور داشته باشند و مفاهیم جدید را تجربه کنند.

لوک گلن استاد روان‌شناسی در دانشگاه گرین ولی در میشیگان است که از مدل عوامل پنجگانه شخصیتی استفاده می‌کند و سعی دارد گروه‌های غیر مذهبی را مستقیماً و نه در نتیجهٔ تحقیق در مورد گروه‌های مذهبی مورد بررسی قرار دهد. گلن در یکی از تحقیق‌هایش نشان می‌دهد که اعضای سازمان‌های سکولار مثل مرکز جستار (Center for Inquiry) ویژگی‌های شخصیتی مشابهی با افراد مذهبی دارند. تحقیقات گلن عنوان می‌کند که اعضای سازمان‌های سکولار در وهلهٔ اول خود را بی‌خدا می‌دانند، اما معمولاً علاقه دارند که به عنوان انسان‌گرا هم شناخته شوند.
گلن می‌گوید اعضای نهادهای سکولار و مذهبی تفاوت چندانی در رویکرد مثبت با منفی‌شان به زندگی ندارند، یعنی بیشتر یا کمتر از مذهبی‌ها شاد نیستند. این اشخاص مشخصه‌های مشابهی در مورد وجدان اخلاقی دارند. از طرف دیگر، اعضای گروه‌های سکولار نسبت به گروه‌های مذهبی عقاید ناسازگار و غیر محبوب بیشتری دارند و همچنین بیشتر پذیرای عقاید جدید و چالش‌برانگیز هستند. گلن می‌نویسد: 
 بسیاری از خصوصیات شخصیتی مطلوب که در مورد افراد مذهبی گزارش شده‌است به علت داشتن عقیده نیست، بلکه نتیجهٔ احساس تعلق به یک گروه و پایداری برای آن است.

### پیش‌داوری
تبعیض‌های قانونی و اجتماعی علیه بی‌خدایان در برخی مناطق، ممکن است که باعث شود که برخی از ترس تعقیب، بی‌خدایی خود را پنهان یا انکار کنند. یک تحقیق پژوهشگران دانشگاه مینه‌سوتا در سال ۲۰۰۶ بر روی ۲۰۰۰ خانوار در ایالات متحده آمریکا نشان داد که بی‌خدایان از نظر آمریکایی‌ها جز بی‌اعتمادترین اقلیت‌ها محسوب می‌شوند؛ آن‌ها حتی کمتر از مسلمانان، مهاجران تازه، همجنس‌گرایان و دیگر گروه‌ها مورد اعتماد قرار می‌گیرند. بسیاری از پاسخ‌دهندگان به آمارگیری، بی‌خدایی را مترادف بی‌اخلاقی، از جمله رفتار مجرمانه، مادی‌گرایی افراطی و نخبه‌گرایی دانسته‌اند. پژوهشگران همچنین دریافتند که پذیرش یا رد بی‌خدایان تنها به دینداری مخاطب وابسته نیست، بلکه به میزان در معرض تنوع قرار گرفتن، میزات تحصیل و جهت‌گیری سیاسی افراد بستگی دارد. به‌طور کلی افراد باسوادتر، در کناره شرقی و غربی آمریکا، پذیرش بیشتری نسبت به بی‌خدایان نسبت به همتایان غرب میانه خود دارند.

## پراکندگی جغرافیایی
اگرچه بی‌خدایان در بسیاری از کشورها در اقلیت هستند، اما حضور بسیار شایعی در اروپا، کانادا، استرالیا، نیوزلند، کشورهای کمونیستی سابق و کنونی دارند؛ همچنین به صورت کمرنگ‌تر در ایالات متحده آمریکا و مخروط جنوبی نیز حضور دارند. در سال ۲۰۱۲ مرکز تحقیقاتی پیو به این نتیجه رسید که ۱۶ درصد از جمعیت جهان، دارای وابستگی دینی نیستند و این دسته، سومین گروه عقیدتی بزرگ به‌شمار می‌روند.
طبق آمارها این‌گونه به نظر می‌رسد که جمعیت بی‌خدایان جهان رو به کاهش است. مهم‌ترین دلیل این اتفاق می‌تواند به دلیل نرخ بالای زاد و ولد در جوامع دینی باشد. در سال ۲۰۰۲ در نظرخواهی که توسط وبگاه Adherents.com بایگانی‌شده  در ۲۹ ژانویه ۲۰۱۰ توسط Wayback Machine انجام شد تخمین زده شد که حدود ۱٫۱ میلیارد نفر (۱۴ درصد) از جمعیت جهان «سکولار، بی‌دین، ندانم‌گرا و بی‌خدا» هستند. طبق بررسی انجام شده توسط بی‌بی‌سی در سال ۲۰۰۴ که در ۱۰ کشور صورت گرفت نشان داده شد که نسبت جمعیتی که به خدا باور ندارند در کشورهای مختلف بین ۰٪ (نیجریه) تا ۳۹٪ (بریتانیا) متفاوت است اما به‌طور متوسط این آمار ۱۷٪است. حدود ۸ درصد پاسخ‌دهندگان به‌طور اخص اظهار داشتند که بی‌خدا هستند. بر اساس بررسی که در سال ۲۰۰۴ سیا در اطلاعات‌نامه جهان انجام داد تخمین زده شد ۱۲٫۵ درصد از جمعیت جهان غیرمذهبی بوده و حدود ۲٫۴ درصد بی‌مذهب هستند. در نظرسنجی دیگری که توسط AP/Ipsos در ده کشور انجام شد مردم ایالات متحده آمریکا بیشترین اطمینان را از وجود خدا یا قدرتی بالاتر در خود نشان دادند (۲٪ بی‌خدا و ۴٪ ندانم‌گرا) اما در فرانسه افراد زیادی به این موضوع شک داشتند (۱۹٪ بی‌خدا و ۱۶٪ ندانم‌گرا) در این نظرخواهی بیشترین درصد افراد بی‌مذهب در کره جنوبی بوده (۴۱٪) و کمترین درصد در کشور ایتالیا بوده‌است. (۵٪)

### آسیا

#### ایران
بر پایه نظرسنجی پیو در سال ۲۰۱۲، درصد خداناباوران در ایران ۰٫۱ درصد بوده‌است. بر پایه آمار نظرسنجی مؤسسه گمان در خرداد ۱۳۹۹، پس از گذشت چهار دهه از عمر حکومت جمهوری اسلامی ایران، تعداد افراد دین‌ناباور ایران حدوداً به ۵۰ درصد رسیده‌است و فقط ۳۲ درصد، اسلام‌گرای شیعه هستند.

### اروپا و روسیه
طبق نظرسنجی که در سال ۲۰۰۵ توسط یوروستات انجام شد، ۵۲ درصد از شهروندان اتحادیه اروپا اظهار داشتند: «بر این باورند که خدا وجود دارد» و ۲۷ درصد پاسخ دادند که «باور دارند روح و نیروی زندگی وجود دارد» و ۱۸ درصد معتقد بودند «نه خدا، نه روح و نه نیروی زندگی وجود ندارد». نتایج حاصل از این نظرخواهی در کشورهای مختلف به‌طور گسترده‌ای متفاوت بود، به عنوان مثال ۹۵٪ مردم مالت به پرسشی مبنی بر باور به خدا پاسخ مثبت دادند اما درصد کسانی که در استونی به این پرسش پاسخ مثبت دادند تنها ۱۶٪ درصد بودند.

درصد کشورهای اروپایی بر پایه اعتقاد به خدا

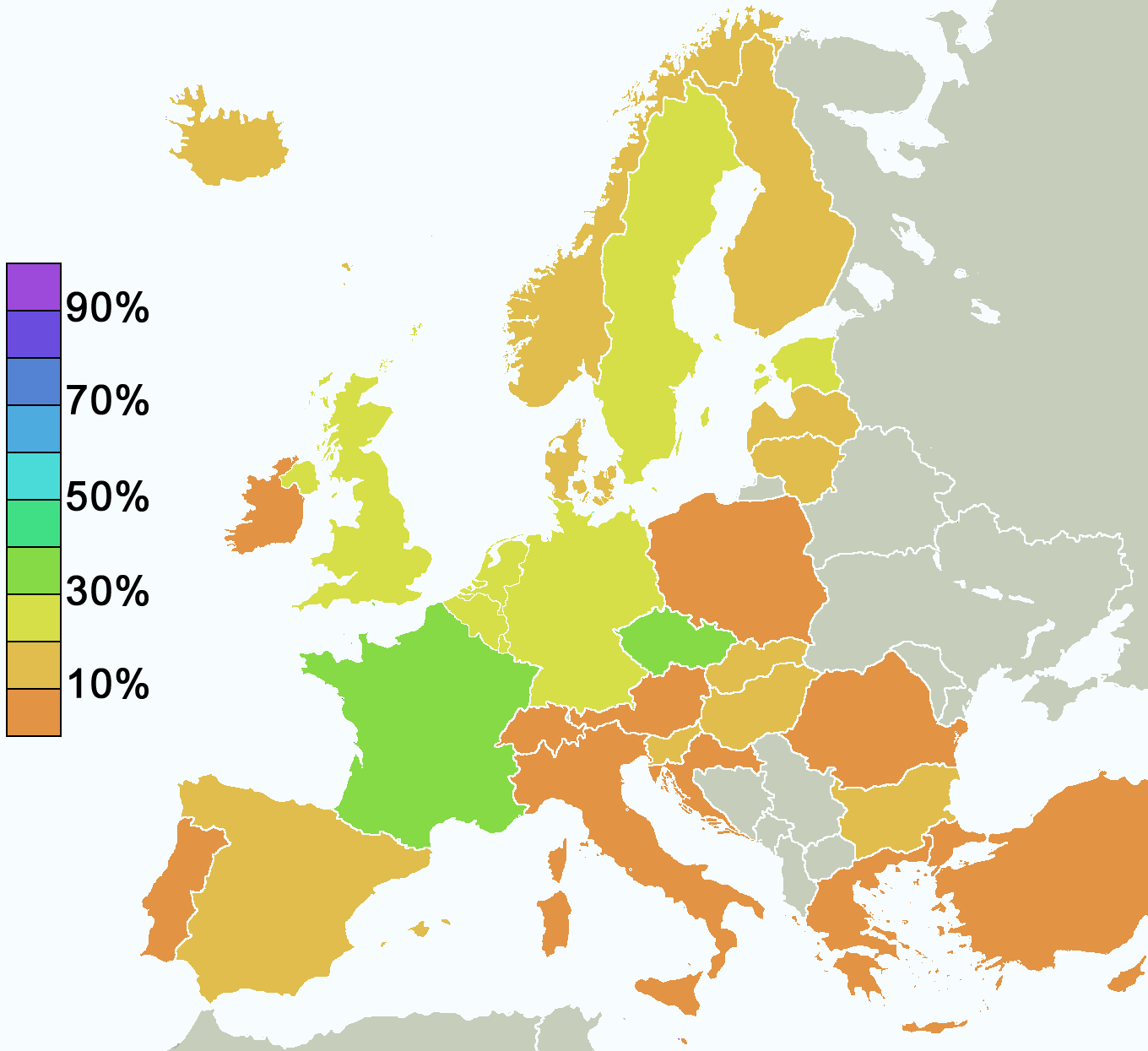
درصد کشورهای اروپایی بر پایه عدم اعتقاد به خدا، روح و نیروی زندگی

| کشور       | معتقد به خدا | معتقد به روح یا نیروی زندگی | بی‌اعتقاد به خدا و روح یا نیروی زندگی |
| ---------- | ------------ | --------------------------- | ------------------------------------ |
| مالت       | ۹۵٪          | ۳٪                          | ۲٪                                   |
| ترکیه      | ۹۷٪          | ۲٪                          | ۱٪                                   |
| قبرس       | ۹۰٪          | ۷٪                          | ۲٪                                   |
| رومانی     | ۹۰٪          | ۸٪                          | ۱٪                                   |
| یونان      | ۸۱٪          | ۱۶٪                         | ۳٪                                   |
| پرتغال     | ۹۱٪          | ۶٪                          | ۳٪                                   |
| لهستان     | ۸۰٪          | ۱۵٪                         | ۱٪                                   |
| ایتالیا    | ۷۴٪          | ۱۶٪                         | ۶٪                                   |
| ایرلند     | ۷۳٪          | ۲۲٪                         | ۴٪                                   |
| کرواسی     | ۶۷٪          | ۲۵٪                         | ۷٪                                   |
| اسلواکی    | ۶۱٪          | ۲۶٪                         | ۱۱٪                                  |
| اسپانیا    | ۵۹٪          | ۲۱٪                         | ۱۸٪                                  |
| اتریش      | ۵۴٪          | ۳۴٪                         | ۸٪                                   |
| لیتوانی    | ۴۹٪          | ۳۶٪                         | ۱۲٪                                  |
| سوئیس      | ۴۸٪          | ۳۹٪                         | ۹٪                                   |
| آلمان      | ۴۷٪          | ۲۵٪                         | ۲۵٪                                  |
| لوکزامبورگ | ۴۴٪          | ۲۸٪                         | ۲۲٪                                  |
| مجارستان   | ۴۴٪          | ۳۱٪                         | ۱۹٪                                  |
| بلژیک      | ۴۳٪          | ۲۹٪                         | ۲۷٪                                  |
| فنلاند     | ۴۱٪          | ۴۱٪                         | ۱۶٪                                  |
| بلغارستان  | ۴۰٪          | ۴۰٪                         | ۱۳٪                                  |
| ایسلند     | ۳۸٪          | ۴۸٪                         | ۱۱٪                                  |
| انگلستان   | ۳۸٪          | ۴۰٪                         | ۲۰٪                                  |
| لتونی      | ۳۷٪          | ۴۹٪                         | ۱۰٪                                  |
| اسلوونی    | ۳۷٪          | ۴۶٪                         | ۱۶٪                                  |
| فرانسه     | ۳۴٪          | ۲۷٪                         | ۳۳٪                                  |
| هلند       | ۳۴٪          | ۳۷٪                         | ۲۷٪                                  |
| نروژ       | ۳۲٪          | ۴۷٪                         | ۱۷٪                                  |
| دانمارک    | ۳۱٪          | ۴۹٪                         | ۱۹٪                                  |
| سوئد       | ۲۳٪          | ۵۳٪                         | ۲۳٪                                  |
| جمهوری چک  | ۱۹٪          | ۵۰٪                         | ۳۰٪                                  |
| استونی     | ۱۶٪          | ۵۴٪                         | ۲۶٪                                  |

بررسی‌های متعدد نشان داده‌اند که سوئد یکی از بزرگ‌ترین کشورهای بی‌خدای جهان است. ۲۳٪ از شهروندان این کشور گفته‌اند که «به وجود خدا باور دارند»؛ در حالی که ۵۳٪ بر این باور بودند که «روح یا نیروی زندگی وجود دارد» و ۲۳٪ مردم نیز به خدا، روح و نیروی زندگی، کاملاً بی‌اعتقاد بودند. با توجه به این نظرسنجی، سوئد در بین ۲۷ کشور اتحادیه اروپا سوئد پس از استونی و جمهوری چک از بیشترین طیف جمعیتی بی‌اعتقاد به خدا برخوردار بود. در سال ۲۰۰۱ در جمهوری چک آماری اطلاعاتی از سرشماری ۱۰ میلیون نفر ارائه شد که در آن شهروندان به صورت ۵۹٪ نامعتقد به مذهب ۳۲٫۲ معتقد به مذهب و ۸٫۸٪ نامعلوم، دسته‌بندی شده بودند.
در بررسی که در تاریخ ۱۷ فوریه ۲۰۰۶ توسط روزنامه نروژی آفتن‌پوستن بر روی ۱۰۰۶ نفر انجام شد ۲۹ درصد از ساکنان نروژ اظهار داشتند که وجود خدا یا یک قدرت بالاتر را باور دارند، ۲۳٪ پاسخ دادند که به قدرتی بالاتر معتقدند بدون این‌که مشخصاً به چیز مشخصی یقین داشته باشند و ۲۶٪ گفتند که نه به خدا و نه هیچ قدرت بالاتری اعتقاد ندارند و ۲۶ درصد پاسخ دادند که به وجود خدا شک دارند؛ با وجود این آمار در دسامبر ۲۰۱۰ اعلام شد که حدود ۷۸ درصد جمعیت نروژ به‌طور رسمی عضو کلیسای پروتستان لوتری هستند.
در فرانسه حدود ۱۲ درصد مردم بیش از یکبار در ماه در مراسم‌های مذهبی شرکت می‌کنند. طبق یک نظرخواهی که در سال ۲۰۰۳ انجام شد ۵۴٪ مردم فرانسه به وجود خدا باور داشتند، ۳۳٪ بی‌خدا و ۱۴٪ ندانم‌گرا بوده و ۲۶٪ نیز اعلام کردند که اپاتئیست هستند. با توجه به مجموع نظرسنجی‌هایی که در این زمینه صورت گرفته‌است حدود ۳۲٪ مردم فرانسه بی‌خدا و ۳۲٪ ندانم‌گرا هستند.
در اسپانیا ۷۵٫۵ درصد مردم معتقد به وجود خدا بوده و ۱۴٫۹ درصد به وجود خدا اعتقادی ندارند و ۷٫۴٪ بی‌خدا هستند. (با توجه به نظرسنجی صورت گرفته در سپتامبر ۲۰۱۱)
آمار بی‌خدایان در روسیه در وضعیت پیچیده‌ای قرار دارد اما طبق نظرسنجی که توسط مرکز لوادا صورت گرفت ۲۲٪ افراد مورد مطالعه به عنوان بی‌مذهب، بی‌خدا و ندانم‌گرا شناخته شدند. ۶۹ درصد افراد مسیحی ارتدکس و ۵ درصد مسلمان بوده اما فقط ۱۰ درصدشان به‌طور منظم و حداقل یکبار در ماه در مراسم مذهبی شرکت می‌کنند.
با توجه به مطالعات انجام شده توسط سیمون گیزبولر، دکتر و محقق علوم سیاسی، بی‌خدایان سوئیس بیشتر چپ‌گرا هستند.

#### پادشاهی متحده
کودکان بسیاری در انگلستان وجود دارند که هیچ‌گونه اعتقاد مذهبی ندارند و ایده‌های آنان هرچه که باشد، باید بسیار مورد توجه قرار بگیرند.

یک نظرسنجی که در سال ۲۰۰۴ توسط بی‌بی‌سی انجام شد نشان داد تعداد افرادی که به خدا اعتقاد ندارند در بریتانیا حدود ۳۹ درصد است؛ در حالی که در همان سال آمار دیگری توسط YouGov منتشر شد که در آن آمار بی‌خدایان ۳۵٪ اعلام شده بود و ۲۱ درصد نیز به عنوان اپاتئیست شناخته شدند.
در اوایل سال ۲۰۰۴ اعلام شد که بی‌خدایی در کلاس‌های آموزش دینی انگلستان تدریس خواهد شد. سخنگوی اداره گسترش برنامه درسی در این‌باره اظهار داشت:
بحث‌های قابل ملاحظه‌ای در بریتانیا پیرامون وضعیت مذهب در مدارس و دانشگاه‌ها صورت گرفته‌است. یک مطالعه صورت گرفته در سال ۲۰۰۹ نشان داد که حدود دوسوم از نوجوانان در انگلستان به وجود خدا باور ندارند.
در سرشماری که در سال ۲۰۱۱ در بریتانیا (به استثنای اسکاتلند) انجام شد حدود ۱۴٫۱ میلیون نفر یعنی یک‌چهارم کل جمعیت (به‌طور دقیق ۲۵٪) اظهار داشتند که بی‌مذهب هستند، این آمار نسبت به سال ۲۰۰۱ افزایش ۶٫۴ میلیون نفری داشته‌است. طبق محاسبه انجمن انسان‌گرایی بریتانیا (BHA) تا سال ۲۰۱۸ مسیحیان در بریتانیا در یک اقلیت قرار خواهند گرفت.
نمودار زیر نگرش اجتماعی مردم بریتانیا بین سال‌های ۱۹۸۳ تا ۲۰۰۹ را نشان می‌دهد که بر اساس مسیحی، مذهبیون غیر مسیحی، و غیر مذهبیون دسته‌بندی شده‌اند:

#### آلمان

نقشه‌ای از گستردگی فرقه‌های مسیحی در ایالت‌های آلمان در سال ۲۰۰۸.
اکثریت عقاید به گونه زیر است:
اعضای کلیسای کاتولیک رم
اعضای کلیسای انجیل در آلمان (EKD)
اعضای هر دو کلیسای کاتولیک رم و EKD
اعضای بزرگ‌ترین فرقه در هردو کلیسا
عمدتاً مذهبی، بزرگ‌ترین اقلیت EKD

آلمان شرقی یکی از مناطق با کمترین وابستگی مذهبی در جهان است.
بی‌خدایی در بین تمام سنین اعم از پیر جوان شایع است اما بیشتر جوانان آلمانی به آن تمایل دارند.
سیاست‌های بی‌خدایی در آلمان تنها در چند سال اول حکومت حزب اتحاد سوسیالیستی آلمان وجود داشته و بعد از آن کلیساها به استقلال نسبتاً بالایی در این کشور دست یافتند.

### آمریکای شمالی

#### کانادا
یک سرشماری در کانادا نشان می‌دهد که ۱۹ الی ۳۰ درصد جمعیت این کشور دیدگاهی خداناباورانه یا ندانم‌گرا دارند.
سرشماری کشور کانادا در سال ۲۰۰۱ حاکی از آن است که ۱۶٫۲٪ جمعیت این کشور هیچ‌گونه وابستگی مذهبی ندارند، گرچه آمار دقیقی در خصوص بی‌خدایی به ثبت نرسیده‌است. این رقم در مراکز شهری به گونه چشم‌گیری بالاتر است؛ سرشماری سال ۲۰۰۱ نشان می‌دهد که ۴۲٫۲٪ از ساکنان ونکوور هیچ وابستگی مذهبی ندارند. بررسی نسبتاً جدیدی که در سال ۲۰۰۸ صورت گرفته‌است نشان می‌دهد که ۲۳٪ درصد کانادایی‌ها اذعان کرده‌اند که به وجود خدا اعتقادی ندارند.

#### ایالات متحده

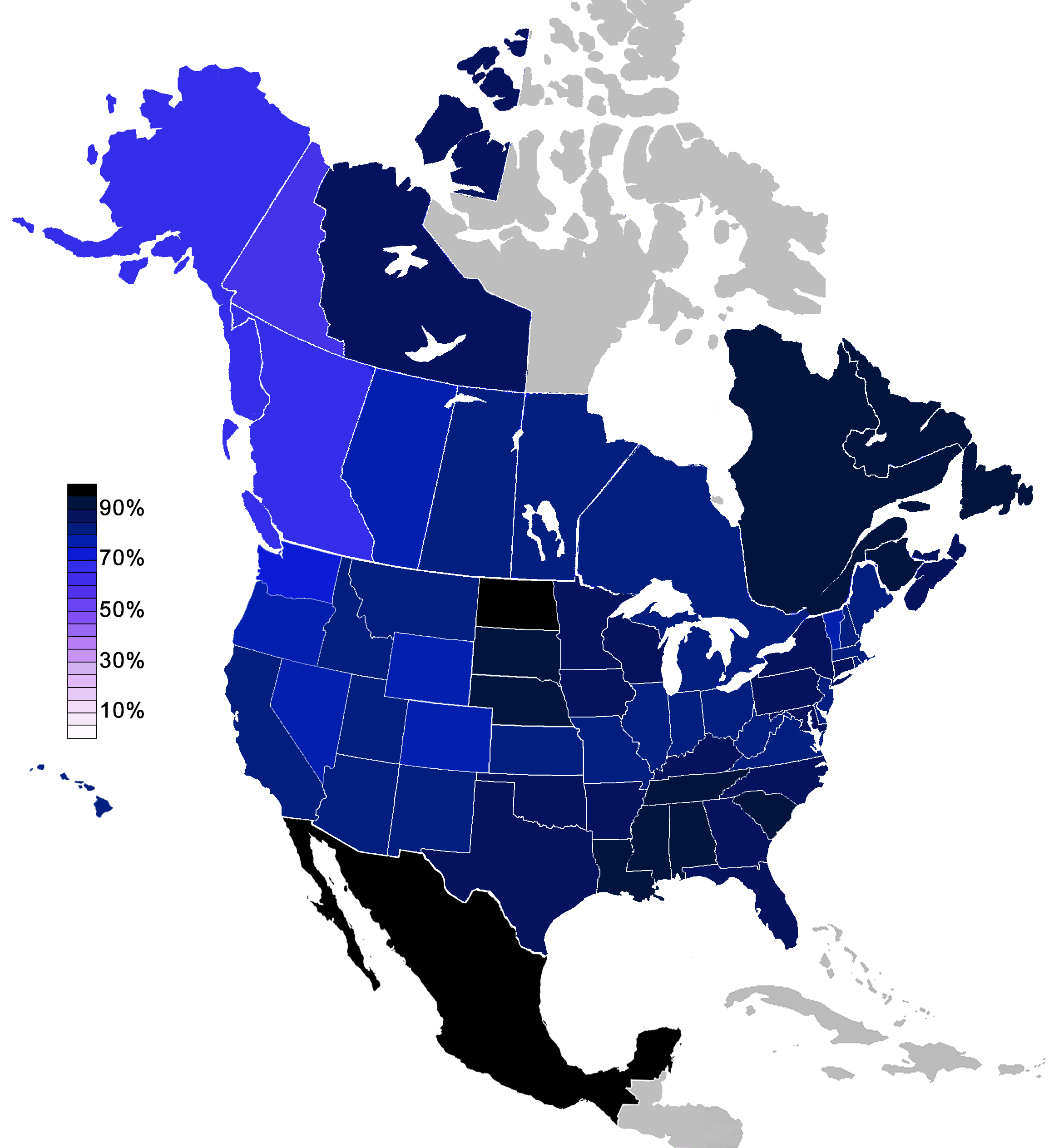
دسته‌بندی مردم آمریکای شمالی بر اساس بی‌مذهبی و مخالفت با داشتن دین (سال‌های ۱۹۹۱، ۱۹۹۸، ۲۰۰۰، ۲۰۰۱)

یک نظرسنجی صورت گرفته توسط بی‌بی‌سی در سال ۲۰۰۴ نشان داد تعداد مردم آمریکا که به هیچ خدایی اعتقاد ندارند بین ۹–۱۰٪ است. یک نظرسنجی گالوپ در ۲۰۰۸ رقم کوچکتر ۶٪ را در خصوص افرادی که به هیچ خدا یا روح جهانی باور ندارند نشان داد.
جدیدترین گزارش ARIS در سال ۲۰۰۹ بیان داشت ۳۴٫۲ میلیون آمریکایی (۱۵٫۰٪) بی‌مذهب هستند، که از آن‌ها ۱٫۶٪ خود را صریحاً بی‌خدا (۰٫۷٪) یا ندانم‌گرا (۰٫۹٪) توصیف می‌کنند که حدوداً دو برابر رقم ۰٫۹٪ گزارش قبلی ARIS در ۲۰۰۱ بود.
در گزارش سال ۲۰۰۸ بیشترین میزان افراد بی‌خدا مربوط به ساکنان ورمانت با ۳۴ درصد بود. طبق مطالعه انجام شده توسط مؤسسه گالوپ در ماه مه سال ۲۰۱۰، حدود ۱۶ درصد آمریکایی‌ها اذعان داشتند که هیچ‌گونه وابستگی مذهبی ندارند. آخرین آمار نشان می‌دهد که عدم رویکرد به مذهب در هر ایالت آمریکا بین سال‌های ۱۹۹۰ و ۲۰۰۸ افزایش یافته‌است. با این وجود تنها ۲ درصد از جمعیت ایالات متحده خود را به عنوان بی‌خدا معرفی می‌کنند.
به‌طور کلی، در قیاس با عموم جمعیت بزرگسال، آمریکایی‌هایی که به بی‌دینی خود اذعان دارند یا خود را بی‌خدا یا ندانم‌گرا قلمداد می‌کنند، بیشتر سفیدپوست و آسیایی هستند تا رنگین‌پوست و اسپانیایی‌تبار.
در آمریکا ۵۵٪ افراد بی‌خدا زیر ۳۵ سال سن دارند، در حالی که ۳۰ درصد آن‌ها ۵۰ سال یا بیشتر دارند (در قیاس با ۳۷٪ کل جمعیت). به عنوان یک گروه عقیدتی ندانم‌گرایان از بی‌خداها قدیمی‌تر هستند، گرچه از عموم جمعیت جوان‌ترند. با مقایسه اطلاعات مربوط به سرشماری سال ۲۰۰۱ با سرشماری سال ۱۹۹۰ که توسط سازمان ملی بررسی هویت مذهبی (NSRI) صورت گرفته‌است، آماری به دست می‌آید که نشان می‌دهد سکولاریسم بیشتر در میان جوان‌ترها در آمریکا رواج دارد.
طبق بررسی مرکز تحقیقاتی پیو، در ایالات متحده مردان نسبت به زنان گرایش بیشتری به بی‌خدایی دارند. همچنین طبق بررسی همین مؤسسه بیش از ۱۳ میلیون آمریکایی خود را بی‌خدا و ندانم‌گرا می‌دانند (حدود ۶ درصد جمعیت) و همچنین نزدیک ۳۳ میلیون نفر اذعان داشته‌اند که هیچ‌گونه وابستگی مذهبی ندارند (۱۴ درصد کل جمعیت).

### آمریکای جنوبی
بی‌دینی در آمریکای جنوبی به مدت ۳۰ سال متوالی افزایش یافته‌است و این وضعیت رو به رشد در دهه اول قرن ۲۱ در تمام کشورها وجود داشته‌است.
- اروگوئه - %۱۷٫۲ به وجود خدا اعتقاد ندارند؛ %۲۳٫۲ «معتقد به خدا اما بدون مذهب»[۵۳]
- آرژانتین - %۱۱٫۲ «بی‌اعتنا نسبت به دین» (همانند بی‌خدایی و لاادری‌گری)[۵۴]
- شیلی - %۸٫۳ بی‌خدا و ندانم‌گرا[۵۵]
- اکوادور - %۷٫۹۴ بی‌خدا و %۰٫۱۱ ندانم‌گرا[۵۶][۵۷]
- برزیل - %۸٫۰ بدون دین[۵۸]
- کلمبیا - %۱٫۹ بدون دین[۵۹]
- پرو - %۱٫۴ بدون دین سال ۱۹۹۳[۶۰]
- پاراگوئه - %۱٫۱ بدون دین[۶۱]

#### برزیل
در پایان قرن بیستم میلادی افراد بی‌مذهب در برزیل حدود ۴ درصد جمعیت را تشکیل می‌دادند که در برآوردهای اخیر این آمار به ۱۰ تا ۱۴ درصد افزایش یافته‌است. این گروه پس از مسیحیان دومین گروه عقیدتی بزرگ در برزیل هستند. با توجه به تحقیقات صورت گرفته اخیر، در برزیل طیف جمعیتی اشخاصی که به مذهب یا خدا اعتقادی ندارند بیشتر متمایل به برزیلی‌های سفیدپوست و آسیایی هستند تا برزیلی‌های آفریقایی‌تبار و پاردو. (در قیاس با عموم جمعیت)